# Ballophilus mauritianus
Ballophilus mauritianus är en mångfotingart som beskrevs av Verhoeff K. W. 1939. Ballophilus mauritianus ingår i släktet Ballophilus och familjen Ballophilidae.
Artens utbredningsområde är Mauritius. Inga underarter finns listade i Catalogue of Life.